# Віктор Лінн (футболіст)
Віктор Станге Лінн (дан. Victor Stange Lind, нар. 12 липня 2003, Легумклостер, Данія) — данський футболіст, нападник шведського клубу Броммапойкарна.

## Клубна кар'єра
Фредерік Іхлер є вихованцем данських команд «Сеннер'юск» та «Мідтьюлланн».
28 липня 2021 року дебютував на професійному рівні у складі «Мідтьюлланн» вийшовши на заміну під час домашньої перемоги 2–1 над «Селтіком» у кваліфікації Ліги чемпіонів, що дозволило команді вийти до наступного раунду.
У 2022 році частину сезону на правах оренди відіграв за норвезький клуб «Гам-Кам».
29 січня 2023 року на правах оренди перейшов до шведського клубу ІФК «Норрчепінг».
31 січня 2024 року Віктор також на правах оренди перейшов до данської команди «Вайле». Після завершення оренди повернувся до «Мідтьюлланда».
13 січня 2025 року, шведська команда «Броммапойкарна» викупила контракт гравця. 2 серпня 2025 року, Віктор оформив хет-трик у переможній грі 6–4 проти своєї колишньої команди ІФК «Норрчепінг».

## Збірні
Виступав за юнацькі збірні Данії: U-16, U-17, U-18 та U-19.
Гравець молодіжної збірної Данії.